# Domus aurea
Domus aurea (”Gyllene huset”) var ett storslaget palatskomplex uppfört av den romerske kejsaren Nero på kullen Velia i Rom kort efter Roms brand år 64 e.Kr. Liksom Neros tidigare palats Domus Transitoria, vilket totalförstördes i branden, inbegrep detta byggnadskomplex de kejserliga besittningarna på Palatinen (tidigare det viktigaste kejserliga residenset) och Esquilinen. Stora delar av Domus aurea revs redan av kejsar Vespasianus (69–79 e.Kr.).
Det är komplicerat att få en klar föreställning om Domus aurea, eftersom det användes som underlag till den badanläggning, som Trajanus knappt femtio år senare anlade ovanpå (se Trajanus termer). Serier av stödmurar styckar upp många av rummen och stänger ute dagsljuset. Neros palats hade en lång fasad mot sluttningen ner mot nuvarande Colosseum. Centrum utgjordes av en stor oktogonal sal täckt av en kupol med en rund öppning i hjässpunkten.
En rik dekor i form av måleri och stuckaturer har påträffats i flera av rummen. Dessa rum återupptäcktes i slutet av 1400-talet, och eftersom de då framstod som grottliknande utrymmen under jord, fick den fantasifulla och färgsprakande dekoren beteckningen ”grot(t)esk”. Groteskerna blev förebild för det dekorativa måleri, som utvecklades under renässansen. Under utgrävningarna påträffades Laokoongruppen år 1506.
Neros palatskomplex omfattade även en konstgjord sjö. På platsen för denna uppfördes senare Colosseum. Denna amfiteater har fått sitt namn efter den kolossalstaty som Nero lät resa över sig själv – ”Neros koloss”.
Enligt legenden skall Nero vid inflyttningen ha deklarerat: ”Äntligen kan jag börja bo som en människa!”.

## Bilder

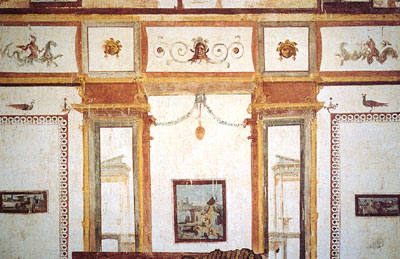
Exempel på groteskornamentik i Domus aurea.